# Bahnstrecke Pronsfeld–Neuerburg
| |                      |                                 |                                 |
| Streckennummer: | 3102                 |                                 |                                 |
| Kursbuchstrecke (DB): | ex. 248m             |                                 |                                 |
| Kursbuchstrecke: | 248s (1946)          |                                 |                                 |
| Streckenlänge: | 25,4 km              |                                 |                                 |
| Spurweite: | 1435 mm (Normalspur) |                                 |                                 |
| |                      |                                 |                                 |
| \| \| \| Westeifelbahn von Gerolstein \| \| \| \| 0,0 \| Pronsfeld \| Pronsfeld \| \| \| \| Westeifelbahn nach Sankt Vith \| \| \| \| \| nach Waxweiler \| \| \| \| \| Bierbachtalviadukt bei Lünebach \| \| \| \| \| Euscheider Viadukt \| \| \| \| 5,4 \| Euscheid \| Euscheid \| \| \| 8,3 \| Üttfeld \| Üttfeld \| \| \| 14,1 \| Arzfeld \| Arzfeld \| \| \| 17,4 \| Neurath \| Neurath \| \| \| 21,4 \| Zweifelscheid \| Zweifelscheid \| \| \| 21,5 \| Weidendell-Tunnel (125 m) \| Weidendell-Tunnel (125 m) \| \| \| \| Neuerburger Tunnel (116 m) \| \| \| \| 25,4 \| Neuerburg (Kr Bitburg) \| Neuerburg (Kr Bitburg) \| |                      |                                 |                                 |
| Strecke (außer Betrieb) |                      | Westeifelbahn von Gerolstein    | Westeifelbahn von Gerolstein    |
| Bahnhof (Strecke außer Betrieb) | 0,0                  | Pronsfeld                       | Pronsfeld                       |
| Abzweig geradeaus und nach rechts (Strecke außer Betrieb) |                      | Westeifelbahn nach Sankt Vith   | Westeifelbahn nach Sankt Vith   |
| Abzweig geradeaus und nach links (Strecke außer Betrieb) |                      | nach Waxweiler                  | nach Waxweiler                  |
| Brücke (Strecke außer Betrieb) |                      | Bierbachtalviadukt bei Lünebach | Bierbachtalviadukt bei Lünebach |
| Brücke (Strecke außer Betrieb) |                      | Euscheider Viadukt              | Euscheider Viadukt              |
| Haltepunkt / Haltestelle (Strecke außer Betrieb) | 5,4                  | Euscheid                        | Euscheid                        |
| Bahnhof (Strecke außer Betrieb) | 8,3                  | Üttfeld                         | Üttfeld                         |
| Bahnhof (Strecke außer Betrieb) | 14,1                 | Arzfeld                         | Arzfeld                         |
| Haltepunkt / Haltestelle (Strecke außer Betrieb) | 17,4                 | Neurath                         | Neurath                         |
| Bahnhof (Strecke außer Betrieb) | 21,4                 | Zweifelscheid                   | Zweifelscheid                   |
| Tunnel (Strecke außer Betrieb) | 21,5                 | Weidendell-Tunnel (125 m)       | Weidendell-Tunnel (125 m)       |
| Tunnel (Strecke außer Betrieb) |                      | Neuerburger Tunnel (116 m)      | Neuerburger Tunnel (116 m)      |
| Kopfbahnhof Streckenende (Strecke außer Betrieb) | 25,4                 | Neuerburg (Kr Bitburg)          | Neuerburg (Kr Bitburg)          |

Die Bahnstrecke Pronsfeld–Neuerburg, auch Enztalbahn genannt, war eine Nebenbahn in der Eifel, die von dem an der Westeifelbahn gelegenen Bahnhof Pronsfeld über Arzfeld nach Neuerburg führte.

## Geschichte

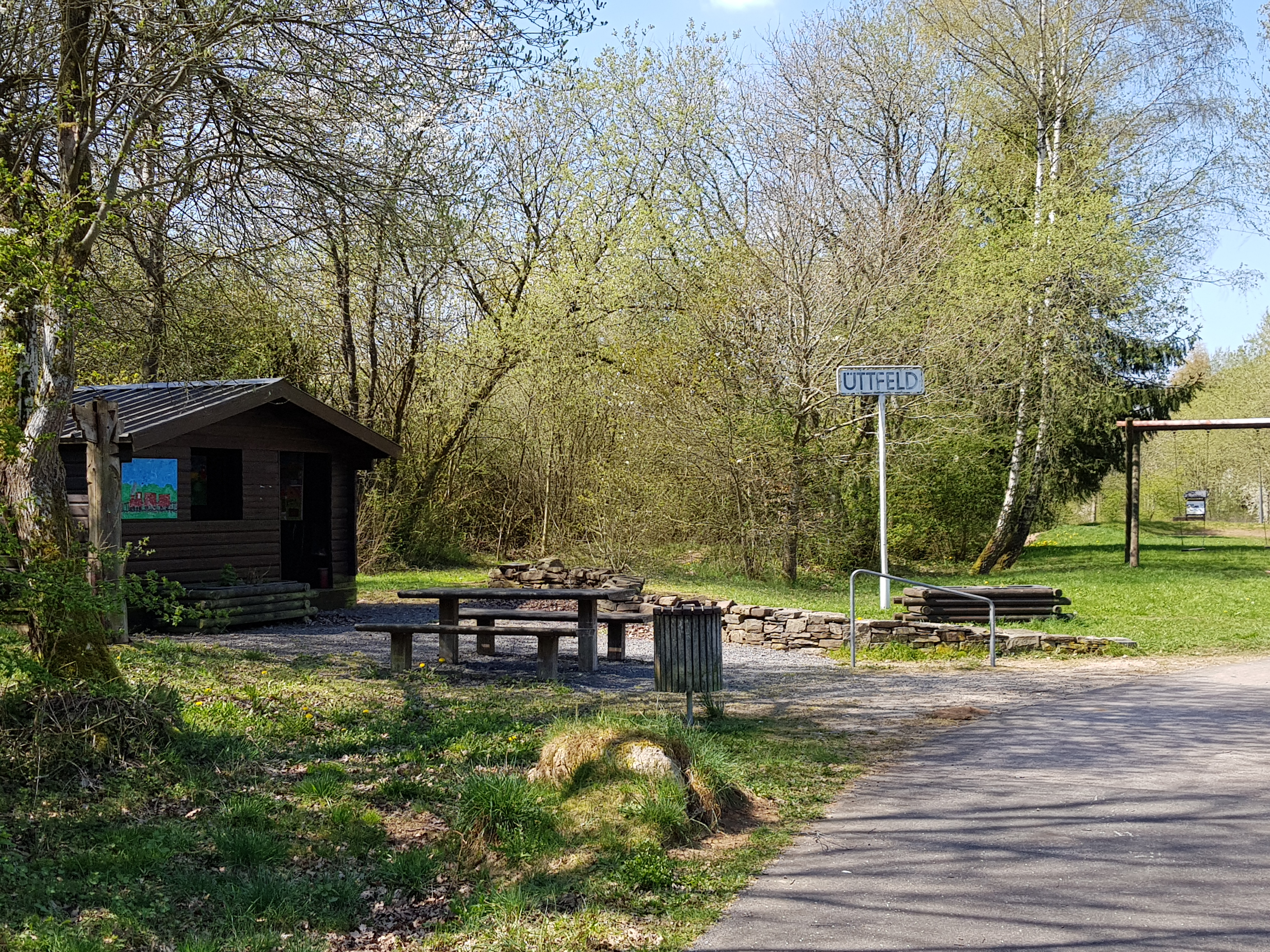
Radweg und Stationsschild am ehem. Haltepunkt Üttfeld

Ende des 19ten Jahrhunderts begründeten mehrere Petitionen und Denkschriften aus Prüm, dem Kreis Bitburg und der Stadt Neuerburg die Forderungen nach weiteren Eisenbahnstrecken in der Südwesteifel mit der notwendigen wirtschaftlichen Entwicklung der Landkreise. Sie waren jedoch auch wegen der ungelösten Finanzierung der Grunderwerbskosten erfolglos und wurden in Berlin ignoriert. Erst im Mai 1902 stimmte der preußische Landtag einem Gesetzentwurf zu, auf Grund dessen der Bau dieser Bahnstrecken und der Strecke Pronsfeld–Waxweiler in 1903 beginnen konnte. Der Bau war für die wirtschaftliche Entwicklung des Landes von Bedeutung, wurde aber auch aus militärstrategischen Gründen (Schlieffen-Plan) genehmigt. Beide Strecken wurden am 6. Juli 1907 feierlich eröffnet. Kaiser Wilhelm II. und ersatzweise der Kronprinz Wilhelm waren wegen der Wichtigkeit dieses Ereignisses eingeladen, folgten der Einladung jedoch nicht.
Im Sommer 1907 betrug von Neuerburg die Fahrzeit nach Pronsfeld 1:10 Stunden, die Reisezeit nach Trier über Gerolstein circa 4:10 bis 5:25 Stunden. Ab Gerolstein betrug die Fahrzeit nach Köln circa 3:30 Stunden. Eine Verlängerung der Strecke über Sinspelt und Rittersdorf nach Bitburg war geplant.
Zum Winterfahrplan 1922/23 führten alle Zügen nur noch die 3. und 4. Wagenklasse.
Während des Baus des Westwalls ab 1937 diente sie der Organisation Todt (OT) und dem Reichsarbeitsdienst (RAD) für Materialtransporte. Im Zweiten Weltkrieg wurden Strecke und Viadukte erheblich beschädigt. Am 17. Oktober 1949 wurde der Verkehr wieder aufgenommen.
Am 1. Juni 1969 wurde der Personenverkehr, am 18. Mai 1989 der Güterverkehr eingestellt. Die Strecke nach Neuerburg wies als einzige der drei von Pronsfeld ausgehenden Strecken bis zuletzt noch einen nennenswerten Güterverkehr auf.
Die ehemalige Bahntrasse wurde zum Bahntrassenradweg ausgebaut und ist Teil des Enztal-Radwegs. Der Abschnitt Neuerburg–Zweifelscheid wurde 2002, der Abschnitt Zweifelscheid–Arzfeld 2005 eröffnet. Die restliche Strecke nach Lünebach wurde bis 2007 ausgebaut und dort an den Bahntrassenradweg Pronsfeld–Waxweiler angebunden.
Seit Herbst 2011 ist der Radweg durchgehend asphaltiert.

## Streckenbeschreibung

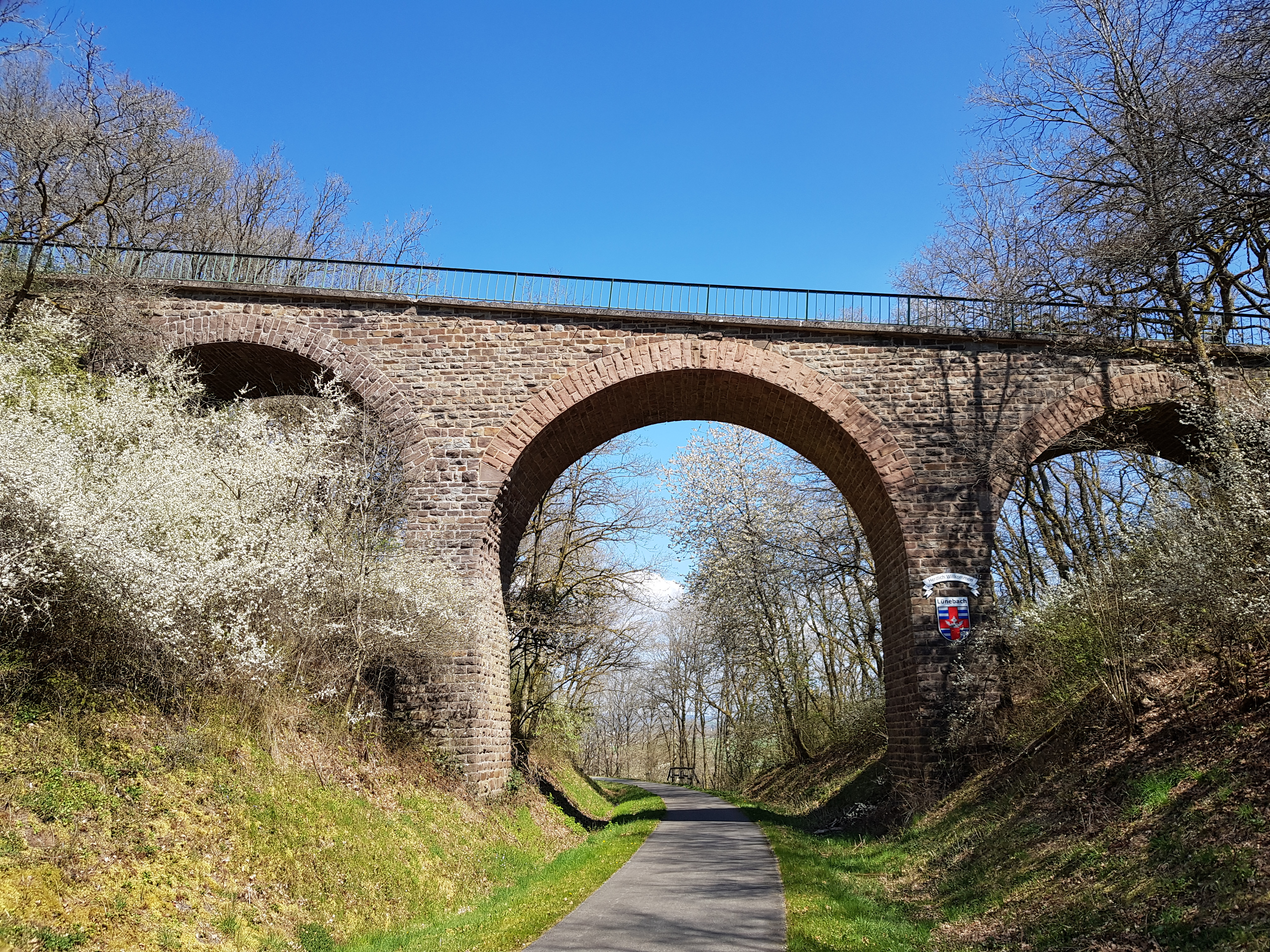
Wegviadukt bei Lünebach

Die Strecke stieg von Pronsfeld (Höhe 370 Meter ü. NN) bis Arzfeld mit zahlreichen Kurven auf 510 Meter ü. NN an. Dazu waren mehrere Kunstbauten wie das Bierbachtal-Viadukt, das Viadukt bei Strickscheid über die K 118 und eine Brücke bei Lünebach notwendig. Ab Arzfeld verlief sie entlang der Enz talwärt, durchquerte den Weidendell-Tunnel (Länge 125 Meter) und den Neuerburger Tunnel (117 Meter) und endete in Neuerburg auf 340 Meter ü. NN.

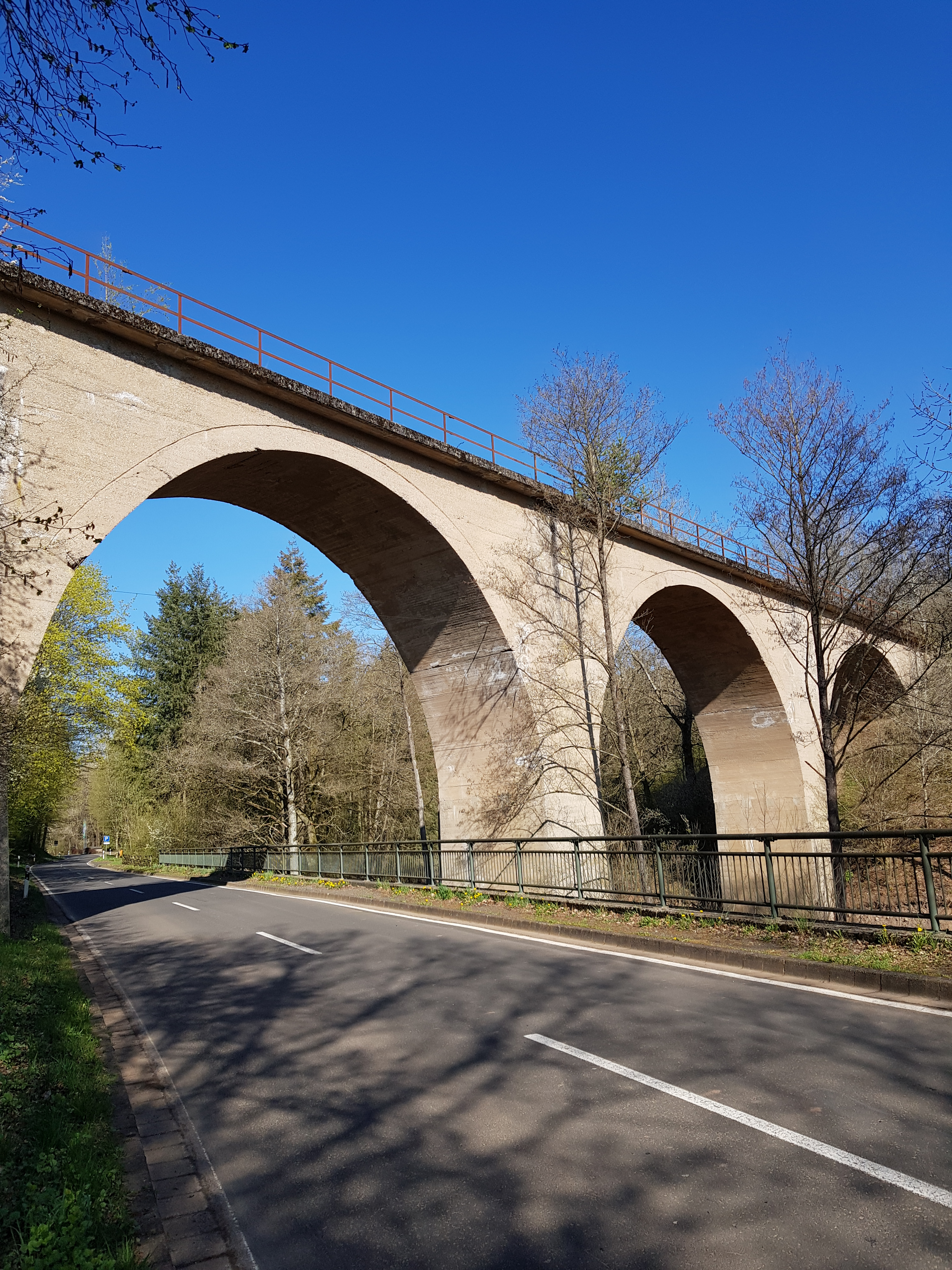
Bierbachtalviadukte, unterquert von der K 116
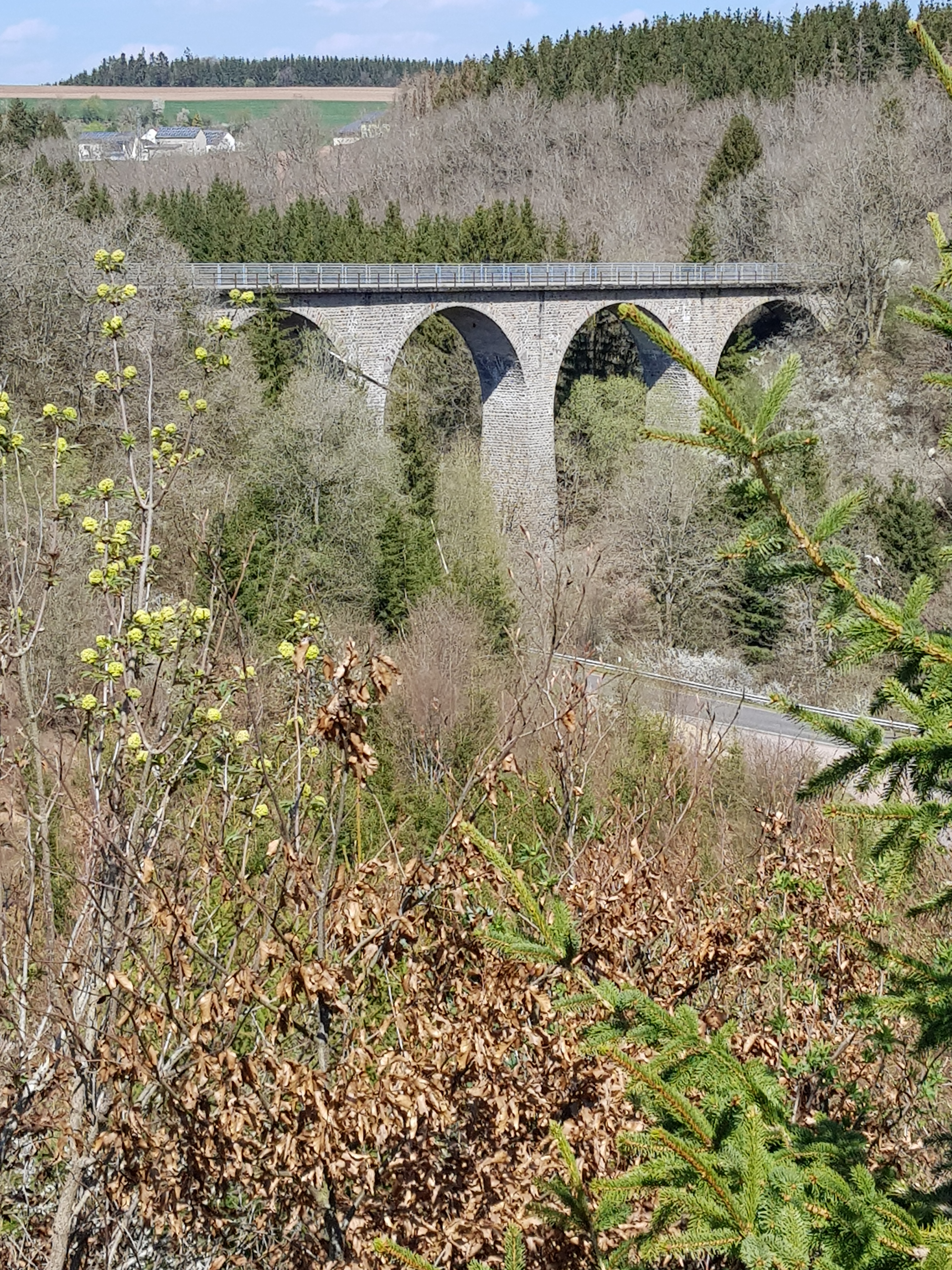
Euscheider Viadukt
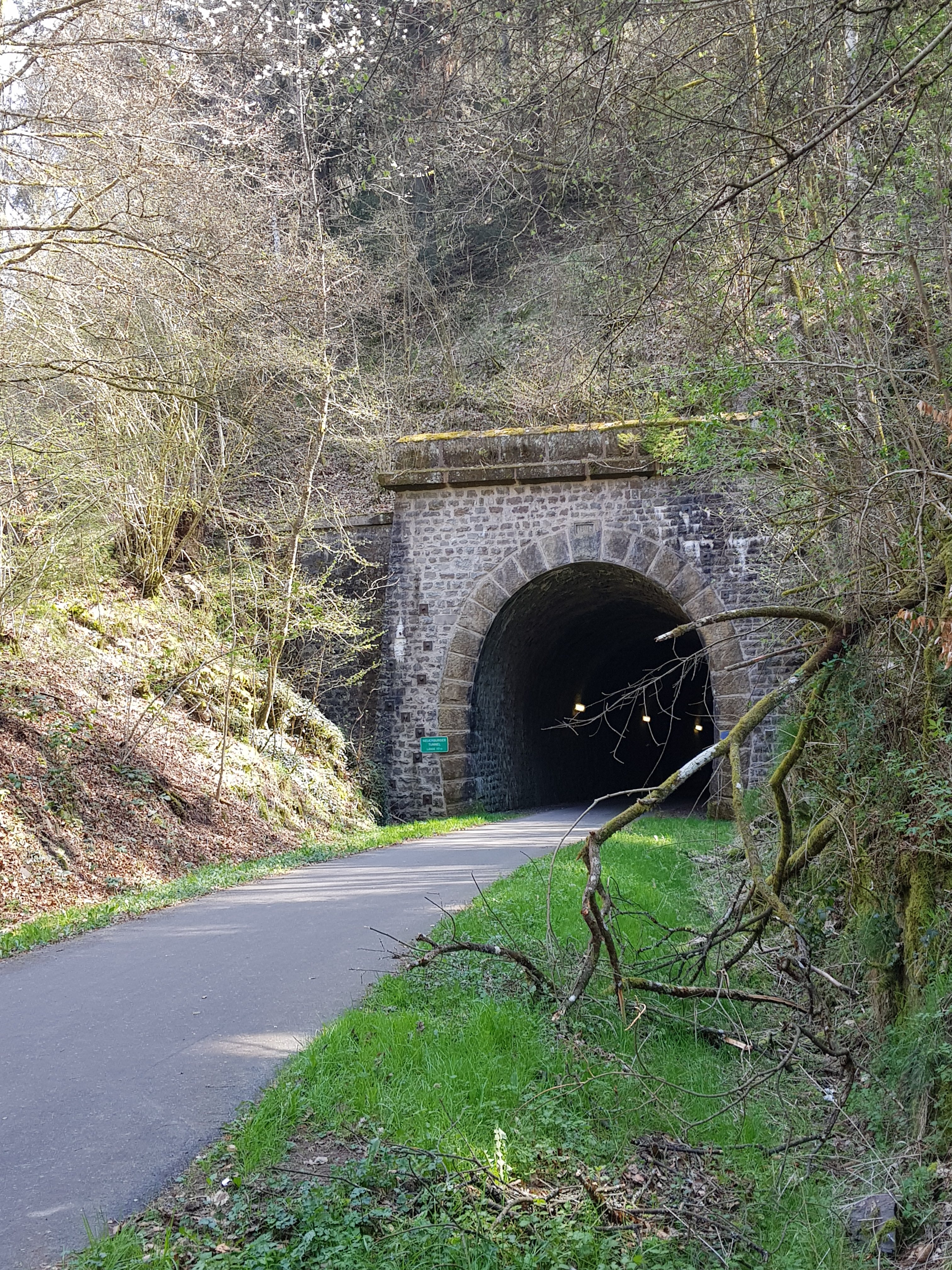
Neuerburger Tunnel, Nordportal